# 甲岗峰
甲岗峰位于中国西藏那曲市申扎县，海拔6444米，为冈底斯山脉的支脉申扎杰岗日山脉的主峰。

## 攀登历史
甲岗峰已知最早的登顶记录是在1987年4月4日，登山者是网名为雪域游侠的气象工作者兼援疆干部。当时他是在穿着布鞋，手执铁棍，没有戴手套的情况下进行攀登。在经历滑坠、雪盲和体力透支后，他被在山下等待的队友所救。下山后他写下了丰富的登山日记，但该登顶事件未在媒体进行报道。2007年，北大山鹰社在未知已有人登顶的情况下登顶该山峰，并宣称首登。随后雪域游侠的登山日记被转发到著名户外论坛8264，论坛的登山者认为没有登山经验的雪域游侠并没有登顶。2020年12月，户外探险杂志对雪域游侠进行了采访，并将其登山日记、登山时所拍照片连同采访内容一并发布。后有登山者对比2007年北大山鹰社登顶照片和1987年雪域游侠所拍顶峰照片，才确定雪域游侠的确在1987年登顶了甲岗峰。